# 紀元前28年
紀元前28年（きげんぜん28ねん）。

## 他の紀年法
- 干支 : 癸巳
- 日本
  - 垂仁天皇2年
  - 皇紀633年
- 中国
  - 前漢 : 河平元年
- 朝鮮
  - 高句麗 : 東明聖王10年
  - 新羅 : 赫居世30年
  - 檀紀2306年
- 仏滅紀元 : 516年
- ユダヤ暦 : 3733年 - 3734年

## できごと

### ローマ
- アウグストゥスが6度目の執政官になった。もう一人は2度目のマルクス・ウィプサニウス・アグリッパだった。

### 天文学
- 中国の天文学者により、初めて太陽黒点が記録された。